# 孫志峰
孫志峰（1991年7月17日—），出生于辽宁省宽甸县宽甸镇，中國女子單板滑雪運動員。

## 运动生涯
1998年，年仅七岁的孙志峰到沈阳东陵武术学校学习武术套路。2003年，国家队单板滑雪队到武术学校选人，孙志峰被选中改练滑雪，成为中國單板滑雪項目中一位年輕的運動員。孙志峰于2005年在北京的單板滑雪半管道國際邀請賽暨全國單板冠軍系列賽的女子自選動作小項中取得季軍，2005年至2006年年度的國際邀請賽暨全國單板冠軍系列賽贏得冠軍，同年在智利的世界杯賽名列第8位。